# Sentenza Webster
La sentenza Webster è l'esito giudiziario di un caso che coinvolse il calciatore Andy Webster, ex difensore degli Hearts of Midlothian di Edimburgo, in Scozia. Nel 2006 Webster aveva provato a sfruttare una nuova regolamentazione dei trasferimenti, introdotta dalla FIFA nel 2001 in risposta a sollecitazioni da parte della Commissione europea. Il 30 gennaio 2008 il Tribunale Arbitrale dello Sport, la più alta autorità, si riunì a Losanna e stabilì che i calciatori possono, sotto certe condizioni, svincolarsi da un contratto in corso, previo pagamento di un indennizzo alla squadra con cui sono sotto contratto.

## Antefatti

### Regolamentazione dei trasferimenti dei calciatori
Le normative che hanno portato alla sentenza Webster furono adottate in risposta alla Commissione europea, che nel 1998 ritenne l'allora sistema dei trasferimenti dei calciatori della FIFA come un ostacolo alla "libertà di movimento rispetto ai lavoratori in altri settori". La FIFA e il suo omologo europeo, la UEFA, chiedevano che i contratti per i calciatori fossero considerati in maniera diversa rispetto a quelli degli altri lavoratori, ma quando la Commissione minacciò di abolire completamente le regole FIFA e equiparare totalmente i calciatori a normali lavoratori, nuovi regolamenti furono preparati ed entrarono in vigore a settembre 2001. A causa della complessità giuridica, i primi effetti si videro solo cinque anni dopo, con il caso Webster.

### L'articolo 17
L'articolo 17 del Regolamento della FIFA per lo status e il trasferimento di giocatori è intitolato "Conseguenze della rescissione di un contratto senza giusta causa", ed è il quinto articolo del IV capitolo, "Mantenimento della stabilità contrattuale tra professionisti e club". Esso delinea le disposizioni che si applicano se il contratto è concluso senza giusta causa, e l'obbligo per la parte in torto al pagamento di un indennizzo. In particolare, si afferma che ogni giocatore che ha firmato un contratto prima dei 28 anni di età si può svincolare dopo tre anni dalla firma del contratto; se ha 28 o più anni, questo limite è ridotto a due anni.
L'articolo 17 è stato introdotto nel dicembre 2004, con effetti a partire dal gennaio 2005.
Un calciatore che intende avvalersi di questo articolo ha tre obblighi da rispettare: comunicare alla società della propria intenzione di rescissione entro quindici giorni dall'ultima partita giocata con la maglia del club, divieto di trasferimento in una squadra dello stesso campionato nei dodici mesi successivi e un pagamento di indennizzo alla vecchia società di appartenenza, in base ad alcuni criteri oggettivi come l'ingaggio e il tempo rimanente alla scadenza del contratto (fino a un massimo di 5 anni).

### Il trasferimento di Webster
Andy Webster fu ingaggiato dall'Hearts a marzo 2001. Nel corso della stagione 2005-2006, la penultima per cui era sotto contratto, entrò in contrasto con la dirigenza degli Hearts a causa del rinnovo, e fu messo fuori rosa. Avendo ancora un anno di contratto, per la prima volta in Europa fece ricorso al nuovo regolamento (l'articolo 17) che permette ad un calciatore sotto contratto da più di tre anni di svincolarsi, indipendentemente dalla durata del contratto stesso, previo congruo preavviso e con il pagamento di un indennizzo. Trovò quindi un accordo con la squadra inglese del Wigan Athletic nell'agosto 2006, per la stagione 2006-2007, e lo comunicò agli Hearts. Gli Hearts cercarono di ostacolare il trasferimento e ne seguì una causa civile.

## Comportamento della FIFA sul caso Webster
Gli Hearts avevano inizialmente richiesto al Wigan un indennizzo di 5 milioni di sterline per svincolare Webster. Tuttavia, poiché questi era sotto contratto da più di tre anni, era fuori dal "periodo protetto", e le eventuali indennità dovute alla società di appartenenza dovevano essere calcolate principalmente sull'ammontare dello stipendio dovuto per la rimanente parte di contratto, una cifra stimata a circa £250.000 dai consulenti di Webster.
Il Tribunale dei trasferimenti della FIFA si riunì il 4 aprile 2007, dichiarando che erano dovuti agli Hearts £625.000, cifra calcolata sulla base dei futuri salari dovuti a Webster dagli Hearts, del potenziale guadagno in seguito alla cessione e delle spese legali. Poiché Webster aveva comunicato agli Hearts la sua intenzione di rescindere il contratto con qualche giorno di ritardo rispetto alla normativa, Webster fu punito con la sospensione per le prime due settimane della stagione 2007-2008.
Fecero ricorso sia gli Hearts, che ritenevano l'indennizzo calcolato in modo non chiaro, sia Webster, che contestava la squalifica per due settimane. Il 30 gennaio 2008 il Tribunale Arbitrale dello Sport, la più alta autorità, si riunì a Losanna e chiarì la sentenza originale. Ridusse inoltre l'indennizzo dovuto da Webster a £150.000.<

## Reazioni
Questa sentenza aumenta il potere ai calciatori, che potrebbero lasciare il club per un importo relativamente modesto verso la fine del contratto, e per questo aumentare il loro potere di contrattazione in tema di rinnovo del contratto. Da allora molti altri giocatori si sono avvalsi dell'articolo 17, come Tony Sylva e Jonás Gutiérrez.